# Cine Jornal
Cine-jornal : grande semanário cinematográfico foi uma publicação semanal sobre cinema, editada em Lisboa entre 1935 e 1940 sob a direção de Fernando Fragoso e edição de Álvaro Mendes Simões.